# 177
Évszázadok: 1. század – 2. század – 3. század
Évtizedek: 120-as évek – 130-as évek – 140-es évek – 150-es évek – 160-as évek – 170-es évek – 180-as évek – 190-es évek – 200-as évek – 210-es évek – 220-as évek
Évek: 172 – 173 – 174 – 175 –  176 – 177 – 178 – 179 – 180 – 181 – 182

## Események

### Római Birodalom
- Lucius Aelius Aurelius Commodus Caesart és Marcus Peducaeus Plautius Quintillust választják consulnak.
- Commodus 15 évével Róma addigi történetének legfiatalabb consulja.
- Marcus Aurelius az augustus címmel ruházza fel Commodust és gyakorlatilag társuralkodóul veszi maga mellé.
- A kvádok, majd valamivel később szomszédaik, a markomannok fellázadnak a római uralom ellen. Elkezdődik a második markomann háború.
- Lugdunumban 48 keresztényt végeznek ki, akiket többek között kannibalizmussal és vérfertőzéssel vádolnak.

### Kína
- A kínaiak déli hsziungnu vazallusaikkal együtt megtámadják a volt hsziungnu földeket elfoglaló hszienpejeket, de súlyos vereséget szenvednek.

## Születések
- Vang Can, kínai költő

## Halálozások
- Blandina, keresztény mártír
- Szent Pothinus, Lugdunum püspöke
- Herodes Atticus, görög-római politikus

## Fordítás
- Ez a szócikk részben vagy egészben  a(z)   177 című angol Wikipédia-szócikk ezen változatának fordításán alapul.  Az eredeti cikk szerkesztőit annak laptörténete sorolja fel. Ez a jelzés csupán a megfogalmazás eredetét és a szerzői jogokat jelzi, nem szolgál a cikkben szereplő információk forrásmegjelöléseként.